# Rachid Chihab
Rachid Chihab, né le 9 septembre 1961, est un entraîneur franco-marocain de football.

## Biographie
Natif du Maroc, Chihab a passé presque toute sa vie dans le Nord de la France. Comme joueur, Chihab évolue en faveur de la Jeunesse athélique d'Armentières avant de rejoindre le FC Annoeulin.
Alors qu'il n'a jamais joué au niveau professionnel, Chihab fête des succès comme entraîneur, particulièrement . Il commence son parcours comme entraîneur avec les jeunes du Lille OSC ou il reste pour dix années. Sous son égide, Chihab travaille et développe plusieurs joueurs qui deviennent des grandes stars du football de la Belgique et de la France, comme Yohan Cabaye, Gianni Bruno, Lucas Digne ou même Eden Hazard.

## Palmarès
- Vainqueur du tour final du championnat de Belgique D2 en 2014 avec le Royal Mouscron-Peruwelz